# Phare du Fortin Solano
Le phare du fortin Solano est un phare actif sur la municipalité de Puerto Cabello, dans l'État de Carabobo au Venezuela.
Le phare appartient à la marine vénézuélienne et il est géré par l'Oficina Coordinadora de Hidrografía y Navegación (Ochina).

## Histoire
Le  phare , est une balise située sur le Fortin Solano surplombant la ville de Puerto Cabello. Il se trouve dans le Parc national San Esteban.

## Description
La balise est montée sur un panneau de jour de 6 m de haut, contre la muraille du fortin. Il émet, à une hauteur focale de 168 m, trois éclats blancs d'une seconde par période de 15.5 secondes. Sa portée est de 23 milles nautiques (environ 43 km).
Identifiant : ARLHS : VEN-... - Amirauté : J6447 - NGA : 16976 .

## Caractéristique dufeu maritime
Fréquence : 15.5 secondes (W-W-W)
- Lumière : 1 seconde
- Obscurité : 2 secondes
- Lumière : 1 seconde
- Obscurité : 2 secondes
- Lumière : 1 seconde
- Obscurité : 8.5 secondes

### Lien connexe
- Liste des phares du Vénézuela